# Społeczność żydowska w Nysie

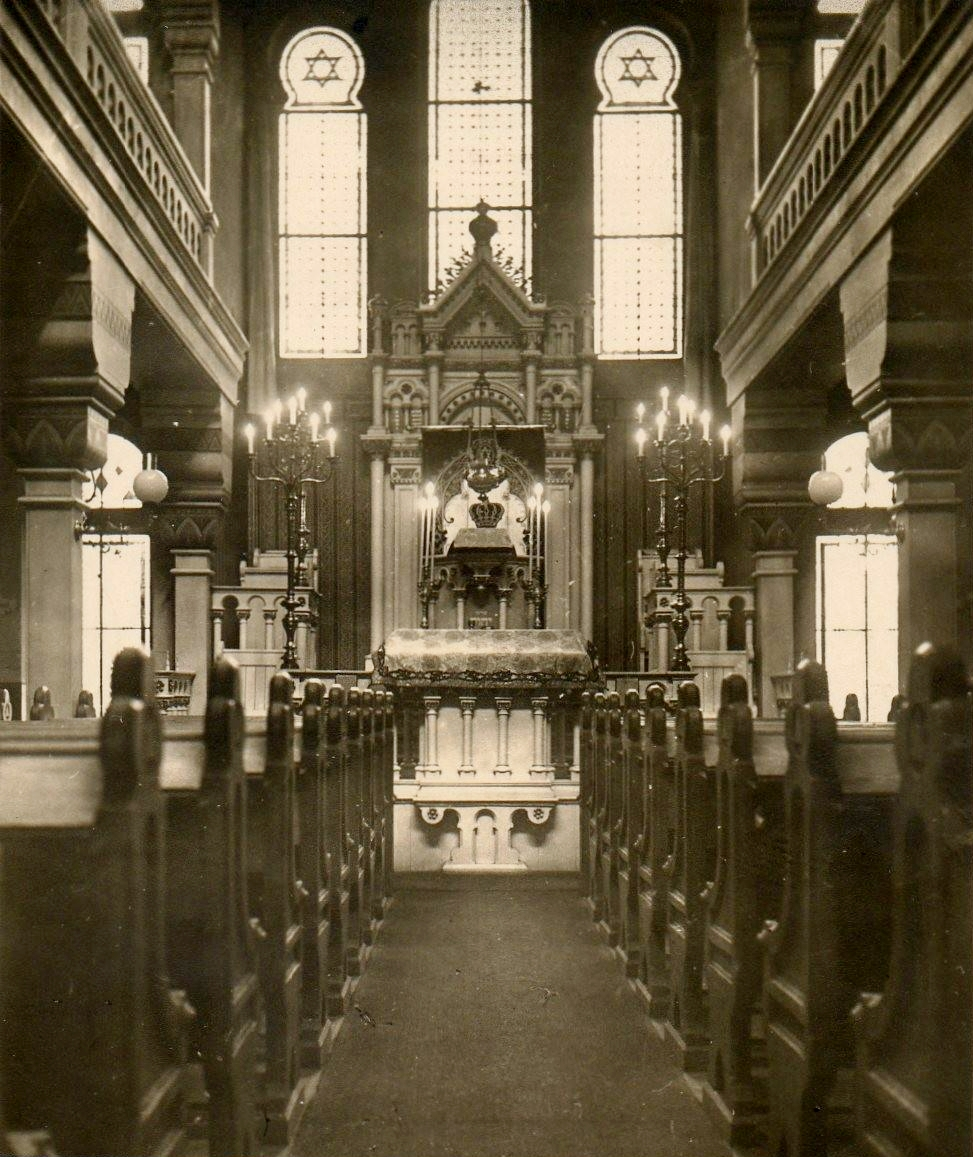
Wnętrze synagogi w Nysie

Społeczność żydowska w Nysie – społeczność wyznania mojżeszowego zamieszkująca obszar Nysy oraz sąsiednie miejscowości podlegające jurysdykcji tejże wspólnoty.

## Historia

### XIV wiek – pierwsze wzmianki
Pierwsze wzmianki o Żydach w Nysie pojawią się w XIV wieku – jedne źródła mówią o roku 1319, a inne o 1350. Pierwsi Żydzi mogli mieszkać na osobnej ulicy, gdzie prawdopodobnie mógł znajdować się dom modlitwy. W ówczesnej Nysie jedna z ulic nazywała się Judengasse, tam też prawdopodobnie mieściła się w pierwsza synagoga, która była drewniana.
W roku 1327 Żydzi znaleźli się pod panowaniem Czechów, ponieważ objęli oni zwierzchnictwo nad księstwem nyskim. W połowie czternastego stulecia do Nysy dotarła epidemia dżumy, a także klęska głodu. Wyznawcy Mojżesza zostali obarczeni winą za te nieszczęścia – m.in. o zatrucie wody. 2 kwietnia 1349 roku dokonano pogromu na tej społeczności. Bezpośrednim skutkiem tych działań było spalenie ponad 40 żydowskich domostw. Król Karol IV wydał zarządzenie o wszczęciu śledztwa w tej sprawie, w wyniku którego sprawcy tego pogromu zostali pojmani.
Do kolejnego pogromu doszło w roku 1361, wówczas punktem zapalnym była wg chrześcijan próba zbezczeszczenia hostii przez wyznawcę judaizmu.

### XV–XVIII wiek
W XV wieku, a dokładniej w roku 1410 wspólnocie udało się wybudować pierwszą synagogę – była wykonana z drewna. Z XV wieku pochodzi także pierwsza wzmianka o cmentarzu żydowskim – z 10 maja 1423 roku. Mieścił się on na starym mieście vis-à-vis domu Johannesa Heidera de Nissa. W roku 1485 nazwa została zmieniona na „Ogród Żydowski”. Dokumenty z roku 1488 potwierdzają, że gmina żydowska została zwolniona z płacenia podatku za cmentarz, co może świadczyć o tym, że został on zlikwidowany.
W roku 1468 władze miejskie przyjęły przywilej swojego ówczesnego władcy, króla Czech Władysława de non tolerandis Judeisi, przez co wypędzono Żydów z miasta wyrokami sądu, a także nałożono na nich opłatę w wysokości 200 guldenów.
W drugiej połowie XVII w. polscy Żydzi utrzymywali kontakty handlowe ze śląskimi Żydami. Kupcy z Rzeczypospolitej przyjeżdżali na jarmarki do Wrocławia, Brzegu, Nysy i Opola. Głównie Żydzi trudzili się handlem, wyrobami metalowymi z brązu, mosiądzu, a także cyną, srebrem. Ponadto prowadzili oni obrót zbożem, przyprawami korzennymi, owocami południowymi, wełną oraz skórami.

### XIX wiek
W XIX wieku nastąpiło w Nysie odrodzenie społeczności żydowskiej. W roku 1815 ponownie założono cmentarz żydowski. Tym razem znajdował się on nieopodal cmentarza katolickiego oraz ewangelickiego (okolice al. Wojska Polskiego oraz ul. Kaczkowskiego). W 1838 roku gmina żydowska zakupiła od poborcy Augusta Leubuschera z Wrocławia grunt przy ówczesnej Weberstraße, gdzie wybudowano pierwszą murowaną synagogę zwaną Starą Synagogą.
Już w czwartej dekadzie XIX wieku Żydzi stanowili 2,5% ogółu ludności Nysy (278 Żydów na 11 086 mieszkańców). W ówczesnych czasach Semici byli bardzo dobrze zasymilowani ze społecznością niemiecką. W Archiwum Państwowym w Opolu znajduje się niemiecki tekst przysięgi miejskiej złożonej w grudniu 1841 r. przez osiedlającego się w Nysie kupca Louisa Schnitzera, który był ojcem sławnego podróżnika, lekarza i polityka Eduarda Schnitzera (Mehmed Emina Paszy).
Na rok 1864 szacuje się maksimum liczebności społeczności żydowskiej – były to 464 osoby, przez co już 7 lat później Gmina zdecydowała się na powiększenie cmentarza. Do końca XIX stulecia nyscy Żydzi odcisnęli swoje piętno w mieście stając się elitą gospodarczą oraz polityczną w Nysie.
Końcowe dekady XIX wieku to emigracja Żydów nyskich na zachód (m.in. do Wrocławia oraz Berlina – dwóch największych miast tamtych czasów w Cesarstwie). W roku 1885 populacja zmniejszyła się do ok. 380 wyznawców.
W 1892 r. zdecydowano się jednak na wybudowanie nowej synagogi przy Josephstraße 57 (Obecnie ulica Karola Miarki). Obok budowli mieściła się Szkoła Żydowska.

### XX wiek
Na początku XX wieku utworzono w Nysie młodzieżową organizację syjonistyczną oraz Stowarzyszenie Żydowskich Weteranów Wojennych z I wojny światowej. Pomimo zmiany granic państwa niemieckiego wskutek I Wojny Światowej oraz Traktatu Wersalskiego Nysa pozostała pod administracją niemiecką. W roku 1932 Żydzi stanowili już zaledwie 0,6% ogółu mieszkańców miasta (220 Żydów na ok. 36 660 mieszkańców). W tamtym czasie Gminie Żydowskiej z Nysy podlegali Żydzi z Głuchołaz, Otmuchowa oraz Paczkowa.
W latach dwudziestych XX w. Żydzi z Nysy korzystali z szerokiej gamy instytucji społecznych i kulturalnych. W gminie działał Związek Żydowskich Żołnierzy Frontowych Rzeszy, kilka syjonistycznych ruchów młodzieżowych oraz Centralny Związek Obywateli Niemieckich Wyznania Mojżeszowego. Wraz z rozwojem narodowego socjalizmu zintensyfikowano działalność syjonistyczną i zorganizowano zajęcia z języka hebrajskiego.
W noc kryształową z 9 na 10 listopada 1938 roku nyska synagoga została zdewastowana, jednak nie została spalona z uwagi na swoje sąsiedztwo ze ścisłym centrum miasta. Nazistowscy bojówkarze zdemolowali także budynek gminy żydowskiej, żydowskie apteki, warsztaty oraz gabinet dentystyczny. Ogólny bilans wyniósł 11 sklepów oraz 31 domostw żydowskich. Wydarzenia te stały się powodem wyjazdu znacznej części ludności żydowskiej z Nysy. W mieście pozostało 152 zarejestrowanych wyznawców judaizmu.
W marcu 1939 r. nowym właścicielem synagogi został kupiec Alois Fandrych. Na przełomie 1938 i 1939 roku zaostrzono restrykcje wobec Żydów, przez co nie mogli oni uczestniczyć w życiu publicznym. Mieli oni kategoryczny zakaz wstępu do kin, teatrów, basenów oraz parków miejskich. Ponadto nie mogli oni podróżować wagonami sypialnymi i mieli zakaz posiadania odbiorników radiowych. W Nysie Żydzi wykonywali najgorsze prace jak chociażby sprzątanie ulic.
W 1942 roku 90 Żydów, którzy pozostali w Nysie zostało deportowanych do obozu Auschwitz-Birkenau, a rok później Gestapo przejęło na własność cmentarz żydowski co stanowiło kres istnienia niemieckojęzycznej społeczności żydowskiej w Nysie.
W roku 1945 podczas walk toczonych w mieście między Wehrmachtem, a Armią Czerwoną, nyska synagoga została zburzona. Obecnie w jej miejscu znajduje się przedszkole nr 8.
Pod koniec tysiąclecia, a konkretnie w latach 1997–1998 gmina żydowska z Wrocławia postulowała w nyskim magistracie o zwrot terenu przy ulicy Karola Miarki (opierając się o ustawę z 20.02.1997r. o stosunku państwa do gmin wyznaniowych żydowskich w RP), który przed wojną należał do nyskiej gminy żydowskiej – stała tam synagoga oraz budynek szkoły. Ówczesny burmistrz – Janusz Sanocki sprzeciwił się, argumentując swoją decyzję tym, że wrocławska gmina żąda zwrotu terenu ze względu na swoją uwarunkowania narodowościowe, a nie prawne. Ponadto decyzję tę poparł ówczesny wiceburmistrz Zbigniew Sęk, który stwierdził, że nie istniała w Nysie w tamtym czasie żadna organizacja żydowska, która potrzebowałaby tego terenu do celów kultowych. Ponadto wrocławska Gmina Żydowska złożyła także do sądu wniosek o oddanie jej terenu, na którym znajdował się niegdyś żydowski cmentarz w okolicy Alei Wojska Polskiego.

### XXI wiek
W maju 2002 roku Gmina Żydowska z Wrocławia złożyła wniosku do sądu o zwrot nieruchomości, które przed wojną do niej należy. Tym razem oprócz nieruchomości przy ulicy Karola Miarki (dawniej Josephstraße), gdzie znajdowała się nowa synagoga, szkoła żydowska i Izraelicki Zakład Pogrzebowy i Dobroczynny, Gmina wystąpiła także o teren przy ulicy Tkackiej (dawniej Weberstraße), gdzie znajdowała się stara synagoga. Gmina złożyła jeszcze zawiadomienie o zwrot nieruchomości przy ulicy Moniuszki (dawniej Scheinerstraße), gdzie mieściła się także szkoła żydowska oraz Żydowski Związek Kobiet.